# Bryn Gwyn Stones
Die Bryn Gwyn Stones (auch Bryn Gwyn Stone Circle genannt) stehen etwa 280 Meter südwestlich der prähistorischen Einhegung oder des Hillforts Castell Bryn Gwyn, im Tal des Afon Braint im Süden der Insel Anglesey in Wales. Die beiden heute als Torpfosten genutzten Steine gehören zu den höchsten Menhire (walisisch Maen hir – englisch Standing stone) in Wales. Der größere ist fast 4,0 m hoch und breit, aber vergleichsweise dünn. 
Im Jahr 1723 beschrieb sie Henry Rowlands (1655–1723) als Teil eines Steinkreises von acht Steinen mit 12,0 bis 16,0 m Durchmesser. Ein Bericht von 1797 besagt, dass „unwissende Landleute, die annahmen, dass Geld unter ihnen versteckt war, sie zerstörten.“ Heute stehen nur zwei benachbarte Steine, ein plattiger Menhir und eine Säule, auf einer modernen Feldgrenze. Bei einer Ausgrabung fand man 2008 drei Gruben der fehlenden Steine, davon enthielten zwei Steinstümpfe, die sich im Einklang mit der Aufzeichnung Rowlands befanden. Ausgrabungen im Jahr 2010 identifizierten die Gruben von drei weiteren entfernten Steinen, so dass nun sieben der acht zu erwarteten Standorte des ursprünglichen Kreises bekannt sind. Die Grube eines Steins innerhalb des Kreises zeigt, dass es ein „Plattenmenhir“ war.